# Toxorhynchites capelai
Toxorhynchites capelai är en tvåvingeart som beskrevs av Ribeiro 1993. Toxorhynchites capelai ingår i släktet Toxorhynchites och familjen stickmyggor.
Artens utbredningsområde är São Tomé. Inga underarter finns listade i Catalogue of Life.